# Monte Albino
Monte Albino (Monte o Muntarbin in dialetto locale) è un massiccio facente parte dei Monti Lattari.

## Territorio
Situato a nord della catena, il monte, formato prevalentemente da rocce di tipo calcareo, sovrasta per intero le città di Nocera Inferiore (nel quale dà il nome alla vasta località omonima), Nocera Superiore, Pagani, Sant'Egidio del Monte Albino, al quale dà il nome, e parte di Corbara. Insieme alle cime del Sant'Angelo di Cava (1130 metri) e delle Chiancolelle (1050 metri), comprende anche alcune località di Tramonti e Cava de' Tirreni. Dall'intersezione col Monte Cerreto (1316 m) sorge il Valico di Chiunzi (650 metri), che collega l'agro nocerino sarnese alla costiera amalfitana. Da una propaggine di Monte Albino si sviluppa il colle di San Pantaleone (230 metri) tra Nocera Inferiore e Pagani, mentre sul versante di Nocera Superiore si sviluppano il Mammone (709 metri) ed il Piano di Pareti (400 metri). 
In passato aveva diversi torrenti (oggi solo canali di contenimento) quali: la Matrognana e gli alvei San Nicola, Mangiaguerra, Santacroce e Tondi.
Diverse anche le fonti sorgive (Bocca di Mare, Musceo, Fontanelle, Sgarrupa) e le sue gole (Vena Bianca e Vena del Lupo).
Alcune zone del massiccio favoriscono un habitat naturale per la salamandra pezzata.
È incluso sia nella Comunità montana che nel Parco regionale dei Monti Lattari.

## Storia

### Epoca antica
Il monte, che dà verso la valle del fiume Sarno, disponeva alle sue pendici di terreni fertili e sicuri, fu qui che intorno al VI secolo a.C. alcune tribù osche fondarono i villaggi di Oschito e Trebulonia (oggi le località di Pareti e Pucciano), gli insediamenti che faranno da progenitori alla illustre città romana di Nuceria Alfaterna. Ai piedi di esso, oltre alle mura cittadine, sorgevano anche diverse necropoli, il teatro di Nuceria Alfaterna e, probabilmente, una basilica.
Sempre qui nel 216 a.C. si sarebbe accampato il cartaginese Annibale durante l'assedio di Nuceria Alfaterna, in un incavo ancora noto come Grotte di Annibale.

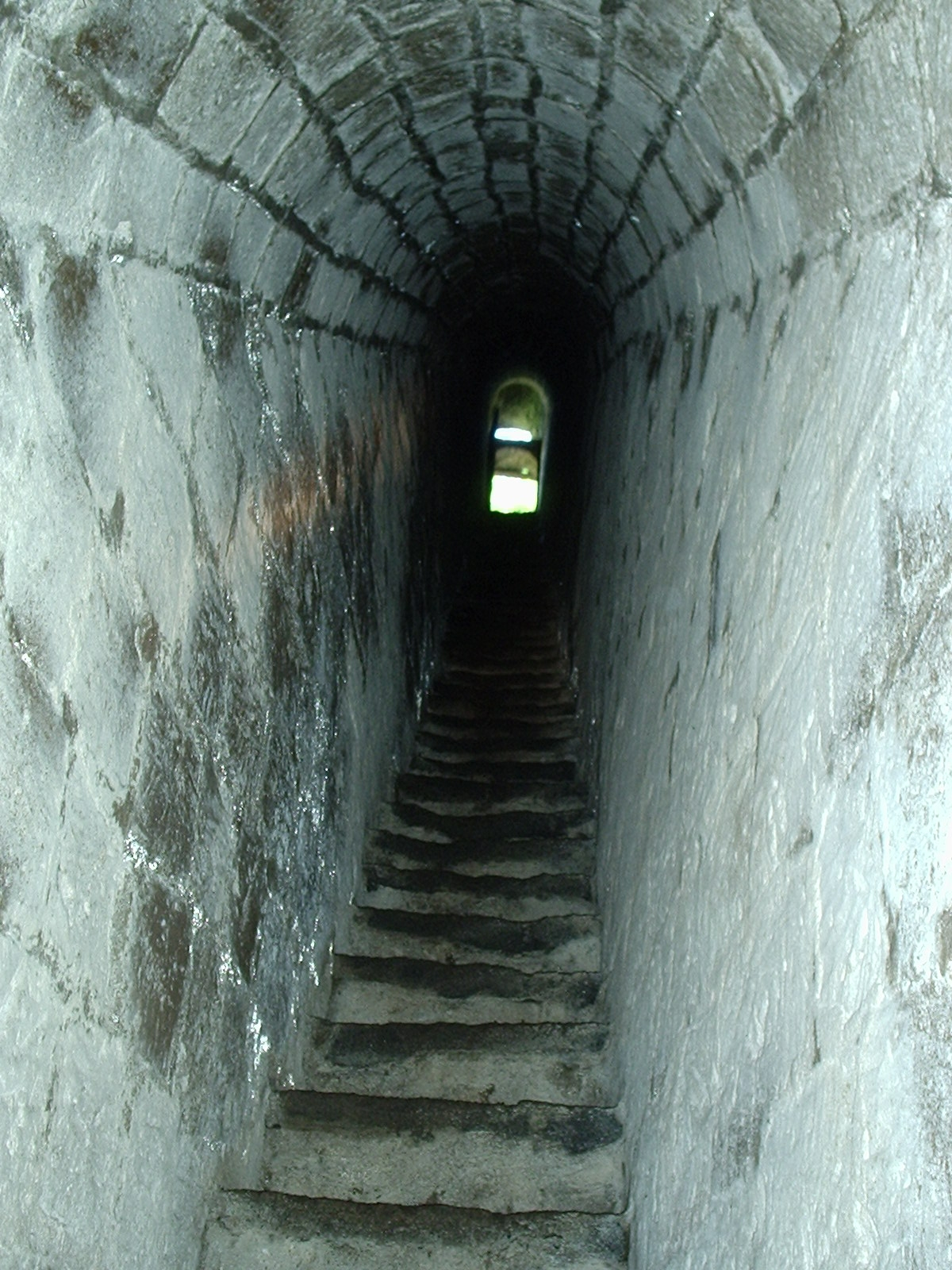
L'acquedotto di Sant'Egidio

Dopo la prima dispersione urbana, nacque un villaggio presso l'attuale monte Chiunzi, che in seguito diverrà Corbara, da segnalare anche la presenza di un acquedotto ed una villa con fontana nei pressi dell'attuale Sant'Egidio del Monte Albino.
Nel IV secolo da una necropoli ai piedi del monte, fu ricavata la chiesa paleocristiana di San Filippo a Macerie.

### Medioevo
Caduta la città di Nuceria nel 601, la popolazione preferì rifugiarsi sui monti circostanti, andando a rimpinguare i centri abitati della costiera amalfitana, i borghi pedemontani nucerini di Pareti e Pucciano, i centri di Sant'Egidio e Corbara ed i colli nella Valle dell'Orco.
Il monte divenne quindi punto di collegamento tra la valle del Sarno ed il ducato di Amalfi, dove mercanti e contadini si recavano per commerciare nel vasto mercato cittadino. Fu costruita in epoca normanna nei pressi dell'attuale valico di Chiunzi una torre funzionale all'avvistamento ed all'attività doganale, nota oggi come Torre degli Orsini.
Intorno all'VIII secolo dei monaci benedettini, obliterando la villa rustica di Sant'Egidio, iniziarono ad erigere una struttura che in seguito diverrà l'abbazia di Santa Maria Maddalena in Armillis.
Sul versante nocerino, invece, fu ricavata da una grotticella sovrastante una fonte d'acqua, la cappella di Santa Maria dei Tre Pigni che serviva come punto di ristoro per chi si recava al mercato d'Amalfi.
Nel IX secolo la chiesa di San Filippo a Nocera del IV secolo fu elevata al rango di abbazia benedettina, successivamente, intorno al 1385 fu mutata nell'attuale Cattedrale di Nocera Inferiore. In questa Basilica è custodito il corpo di San Prisco, nell'area sepolcrale del III secolo.
È dell'857 un documento del Codex diplomaticus cavensis dove si fa menzione del "monte lebinu, in riferimento alla locazione del borgo di Pucciano ai piedi del monte. 
Nel 1080 in una grotta alle falde del monte, nel territorio di Nocera, fu eretta la chiesa di Sant'Angelo in Grotta.
Nell'XI secolo lungo il colle di San Pantaleone furono costruite alcune torrette funzionali alla fortezza di Cortimpiano.
Poco distante, nel 1283 fu eretto un convento delle clarisse, il quale crollò in seguito ad una frana e le stesse si trasferirono presso l'attuale Monastero di Santa Chiara.

### Rinascimento ed età moderna

#### Santa Maria dei Miracoli

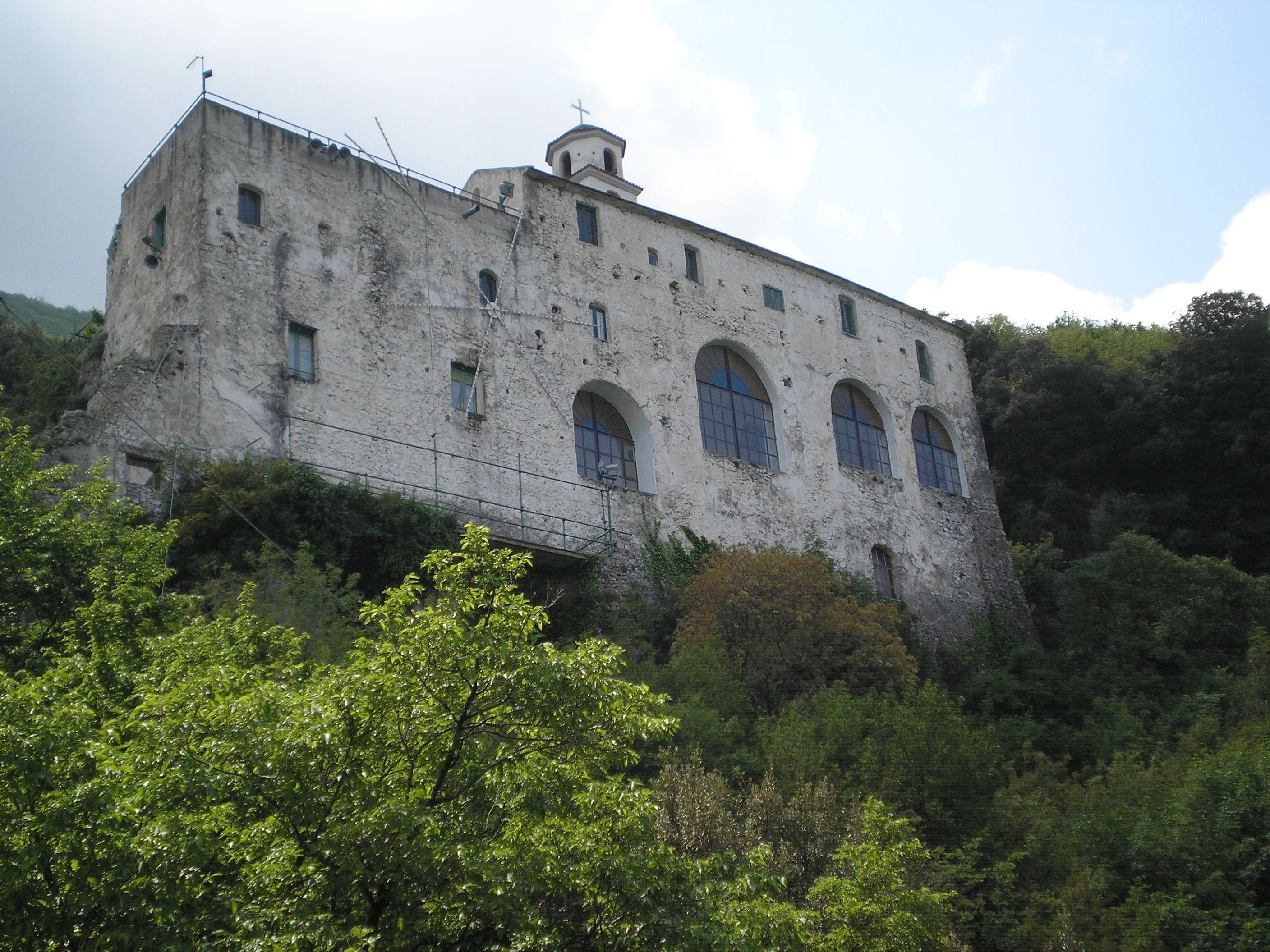
Il santuario di Maria dei Miracoli

Nel 1530 la piccola cappella dei Pigni fu completamente trasformata per opera del condottiero nocerino Giambattista Castaldo che vi realizzò un convento olivetano in ossequio a un ex voto. Primo abate della neonata struttura del Convento di Santa Maria dei Miracoli fu Cipriano Castaldo, nipote del fondatore.
Il convento custodiva il dipinto raffaelliano della Madonna d'Alba.
Negli stessi secoli il monte fu testimone della nascita della confederazione urbana di Nocera dei Pagani. Il monte fu spesso soggetto a frane e smottamenti, tra cui uno nel XVIII secolo che costrinse gli olivetani ad abbandonare il convento.

### XIX e XX secolo

#### Il valico di Chiunzi

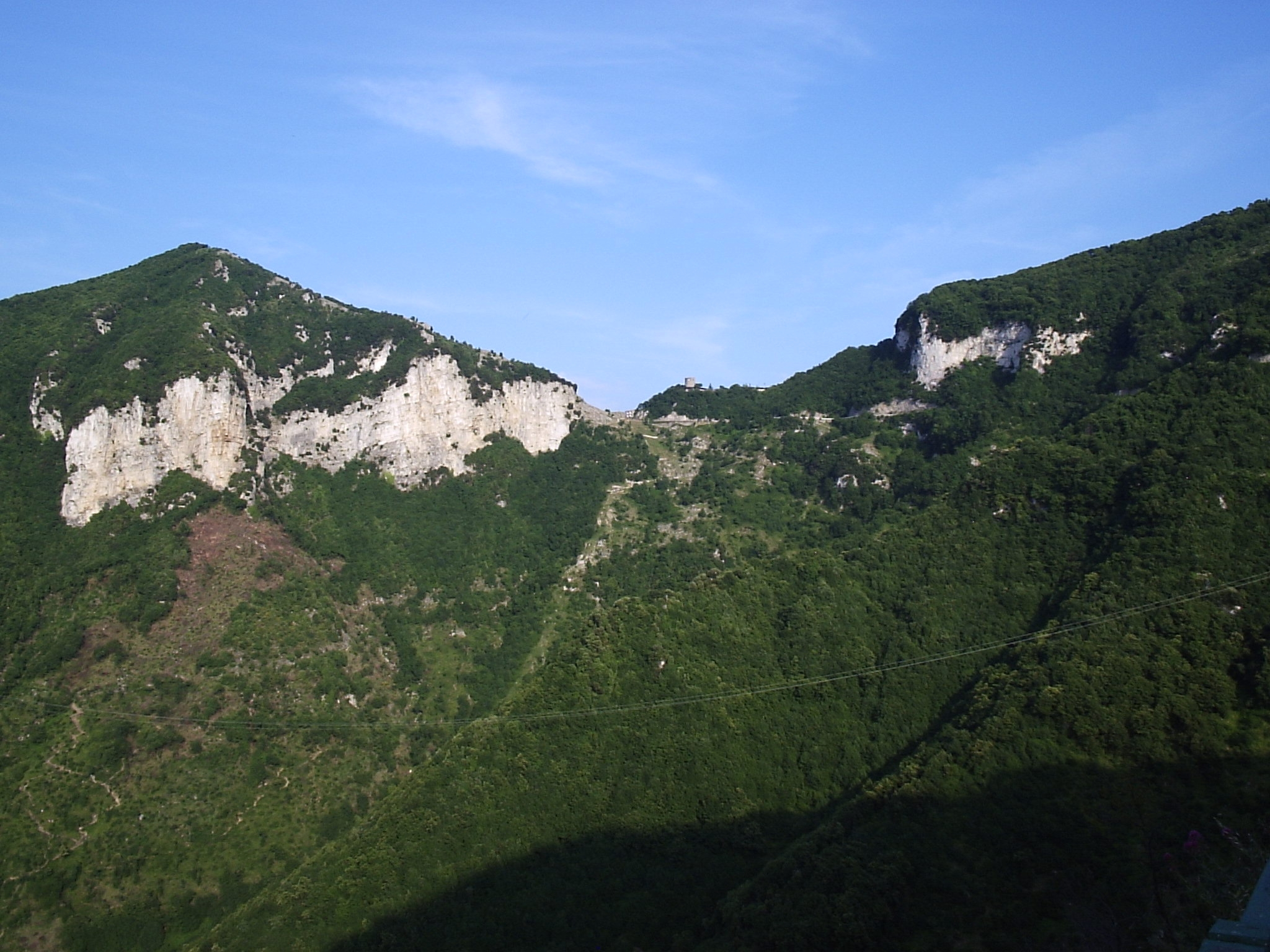
Vista di Chiunzi e del suo valico

Nel 1806, durante il decennio francese, il governo del Regno di Napoli decise di occuparsi del collegamento ottimale tra la costiera e l'agro, furono avanzate due proposte, una da parte di Amalfi, che chiedeva che si costruisse una strada che la collegasse con Gragnano e Castellammare di Stabia, e l'altra, da parte del Comune di Maiori, che chiedeva di realizzare un collegamento con Vietri e Salerno.
Tra le due proposte, ne fu scelta una terza.
Con Decreto dell'11 giugno 1811, Gioacchino Murat dispose che si realizzasse una strada di collegamento tra Maiori e Nocera via Chiunzi. Tuttavia, a causa della sconfitta dei napoleonidi, fu realizzato solo il tratto tra Maiori e Chiunzi. Per il secondo tratto, quello che avrebbe dovuto unire il valico con l'Agro Nocerino, bisognò attendere la seconda metà dell''800.
Nel 1861, il Comune di Corbara si prefisse di realizzare un comodo accesso alla via Stabiana, la strada che, sin dal tempo dei romani, collega Nocera Inferiore con Castellammare di Stabia. Così, tra il 1864 ed il 1877, l'opera fu realizzata.

#### XX secolo
Durante la seconda guerra mondiale lo stesso monte, come le città a valle furono vittime dei bombardamenti alleati, in quanto i tedeschi prediligevano la zona per appostare le loro basi, lungo il monte infatti sono stati ritrovati numerosi ordigni (talvolta inesplosi), l'ultimo dei quali nel 2019.
Monte Albino fu anche testimone del passaggio degli alleati, successivamente allo sbarco di Maiori. Lungo il monte venne costruito un tratto dell'A3. Negli anni '50 fu riaperto anche il santuario mariano.
Nel 1997 una frana interessò l'autostrada, travolgendo alcune auto in transito e causando un morto.

### La frana del 4 marzo 2005

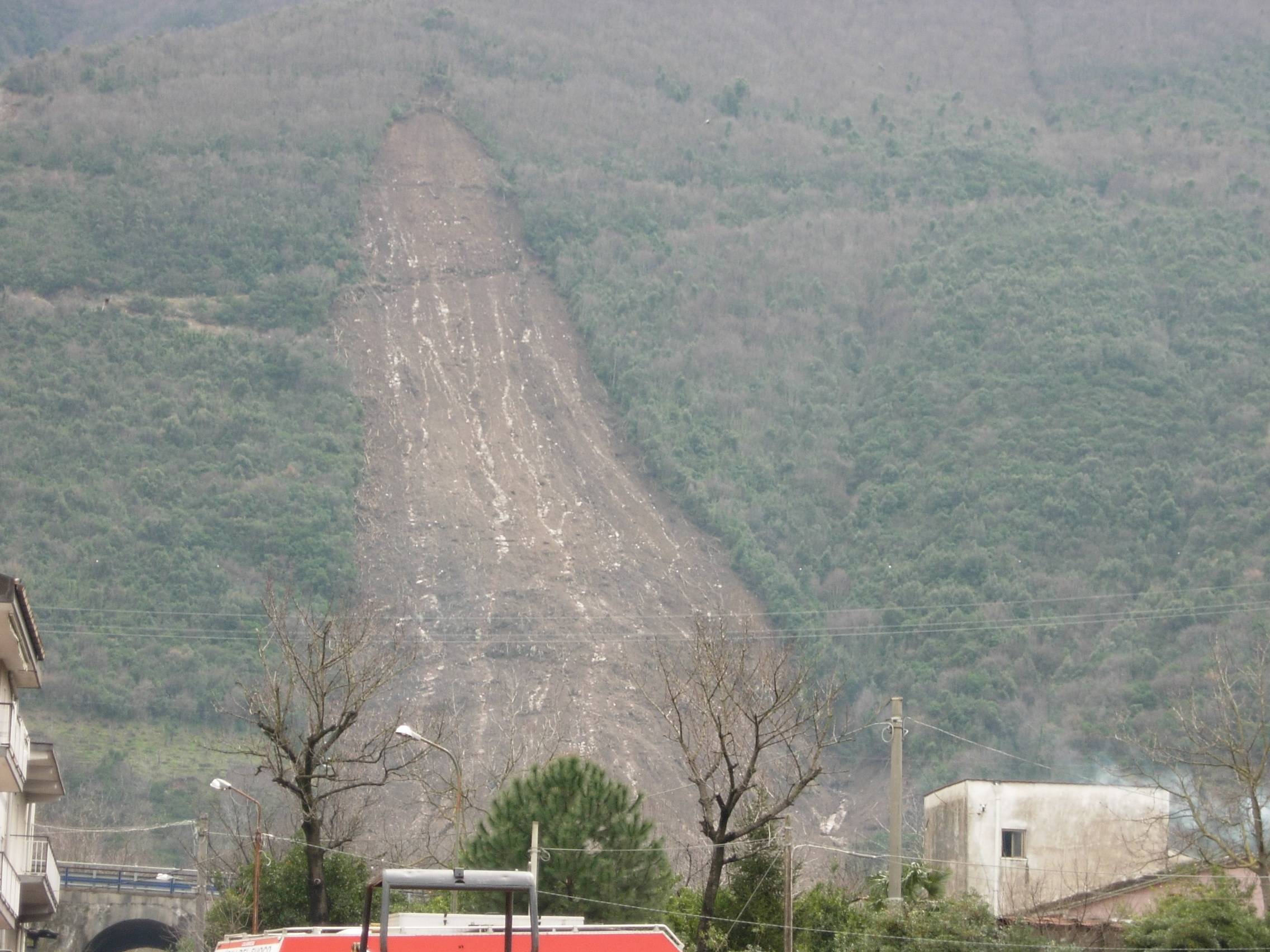
La frana, che nel 2005 colpì il monte

Alle 17:30 del 4 marzo 2005, dopo una giornata di pioggia si staccò una colata di fango che investì la località Monte di Dio di Nocera Inferiore. La colata travolse diverse abitazioni ed aziende. La mobilitazione fu rapida, tant'è che la sera stessa era presente a monitorare la macchina dei soccorsi, l'allora capo della protezione civile, Guido Bertolaso. Il bilancio fu catastrofico: con oltre 1350 sfollati, inoltre la colata causò la morte di tre persone.

## Economia
Il monte è soggetto alle tecniche primordiali di selvicoltura da tempi remoti. 
Inoltre la vasta vegetazione e qualità del terreno, ha favorito lo sviluppo di diverse specialità della zona, le due Nocera ad esempio sono note per la produzione di agrumi come arance e mandarini, ma sul versante nocerino è massiccia anche la presenza di alberi di noce, castagni e ciliegi.
Salendo di quota, oltre alla vasta disposizione di legname, si possono trovare i consueti allevamenti boari e caseari. Fiore all'occhiello di questo monte è senza dubbio il pomodorino Corbarino, simbolo del comune di Corbara.
Differenti punti del monte sono adibiti anche a cave per la lavorazione del calcestruzzo.

## Sport

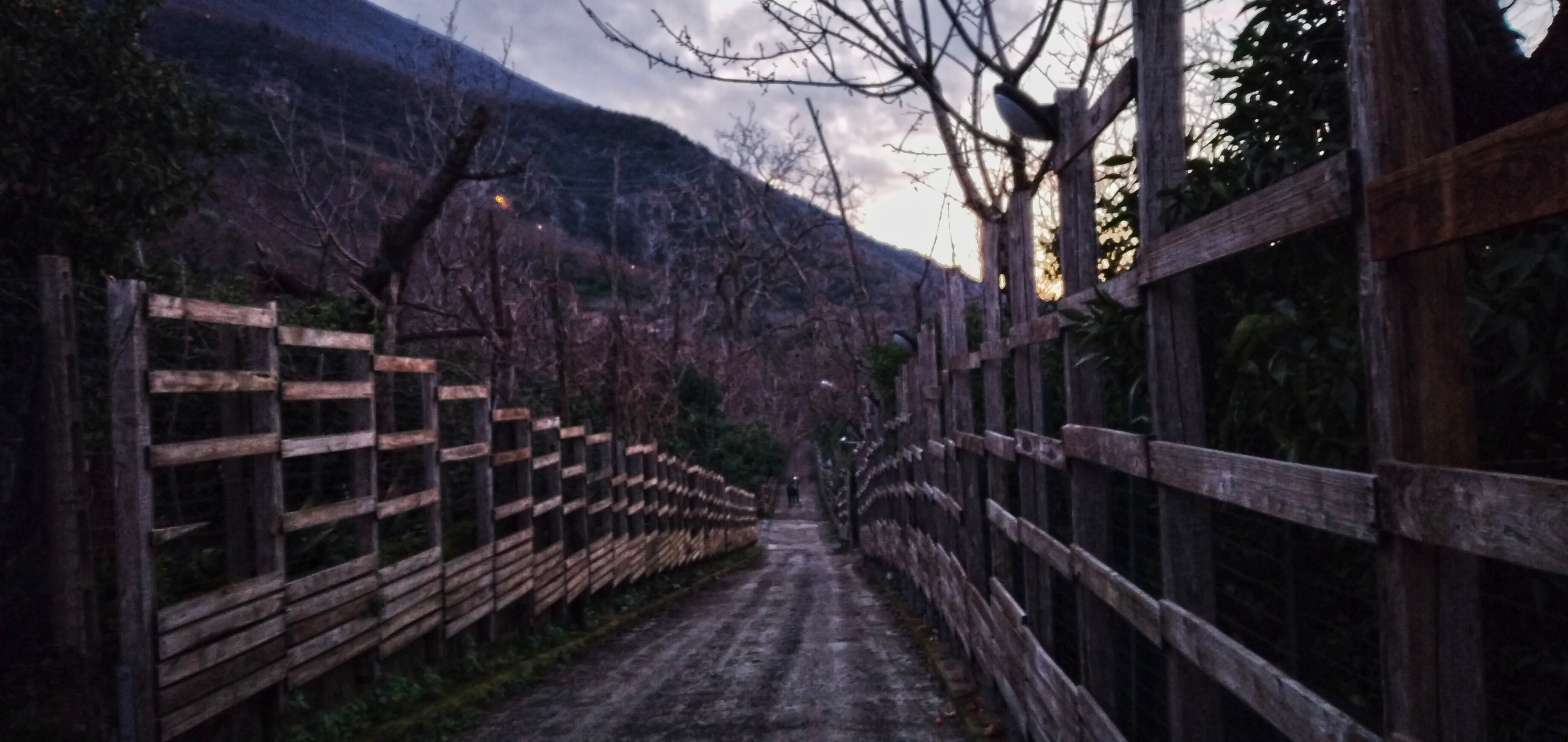
Particolare del Percorso della salute

Così come gran parte della catena, anche Monte Albino è meta di percorsi trekking e per mountain bike. Diversi sono i sentieri ad alta quota (Sentiero Paolo, Panda, Tracchio, Vipera, Boston Line, Chiancolelle, Monte di Chiunzi, Zanna Bianca, Grotte d'Annibale e della Sgarrupa). 
Il sentiero più lungo è quello denominato Percorso della Salute: un tratto pedemontano di 3,5 km che percorre interamente i comuni di Nocera Inferiore e Nocera Superiore legandosi ai diversi sentieri CAI (300,312,316,318,320). Il percorso (almeno per quanto concerne il tratto intermedio di Nocera Inferiore) fu progettato nel 2005 dall'architetto Alfonso Petta,
e ripercorre il tracciato superficiale dell'acquedotto dell'Ausino. Inoltre è stato realizzato utilizzando materiali naturali e rispettosi dell'ambiente circostante.
Sulle pendici del monte si pratica anche il Tiro sportivo, con una scuola nei pressi di Corbara.
Altro sport largamente praticato è il parapendio.
Monte Albino è anche utilizzato per la pratica del Trail running, proprio sui versanti del monte si corre la corsa detta Trail delle Chiancolelle.

## Galleria d'immagini

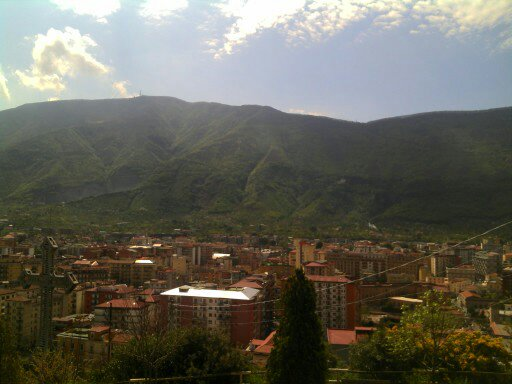
Montalbino sovrastante Nocera Inferiore, visto dal Convento di Sant'Andrea
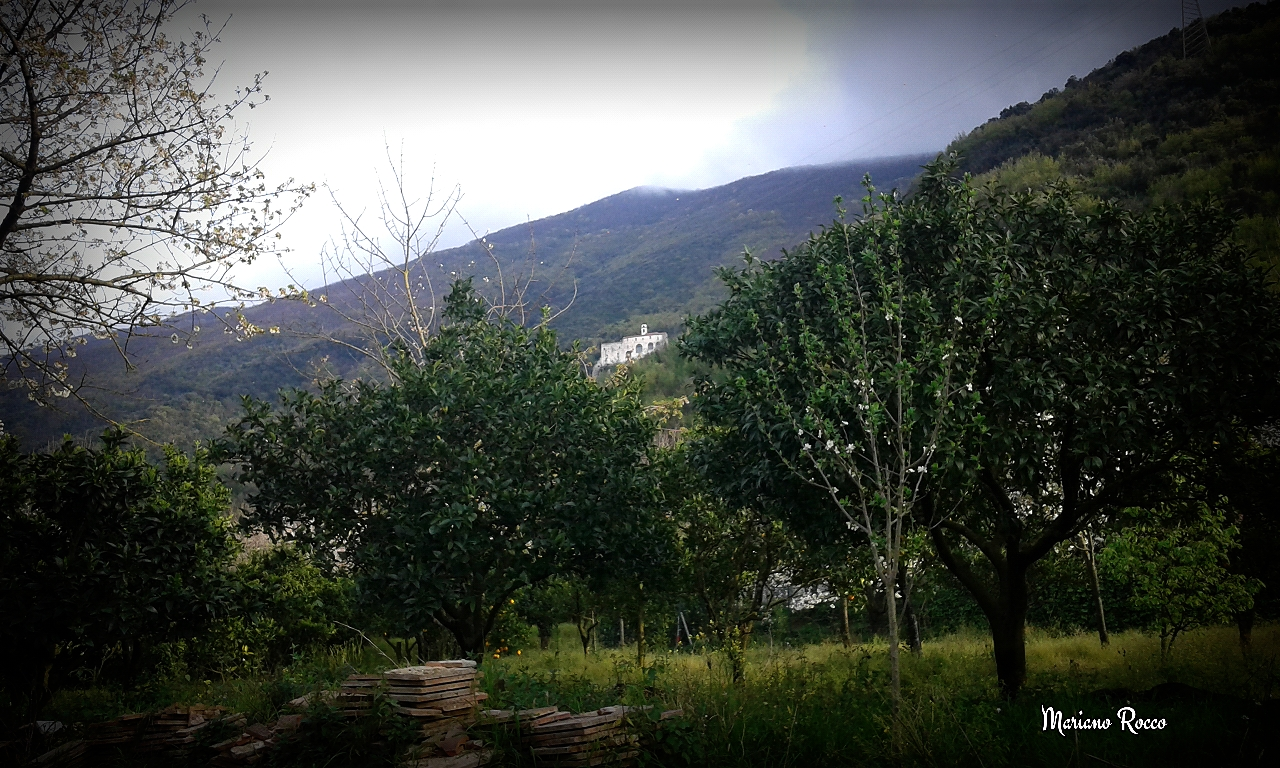
Particolare del Monte Albino e del Santuario
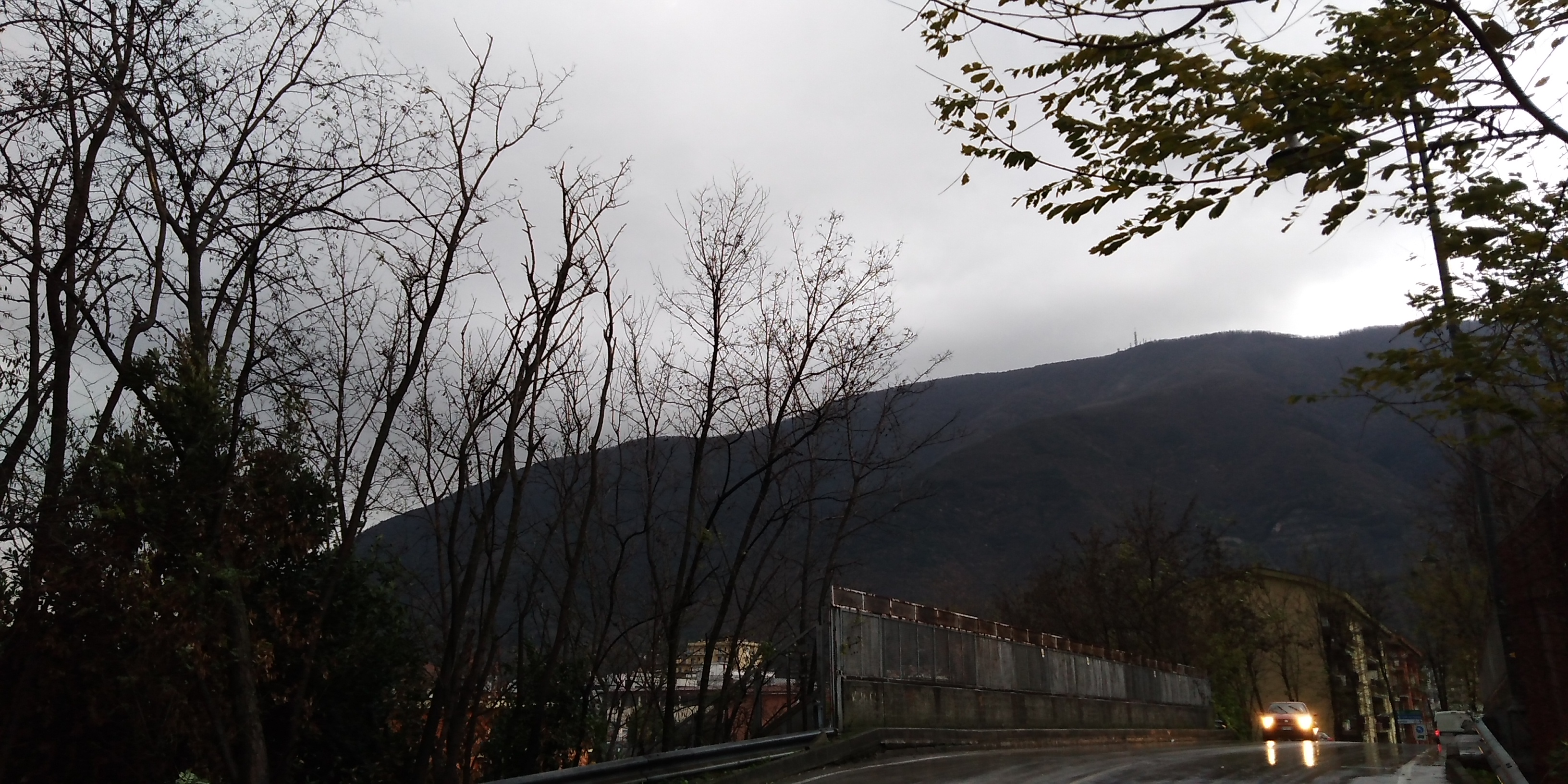
Particolare di Monte Albino, visto da Casolla
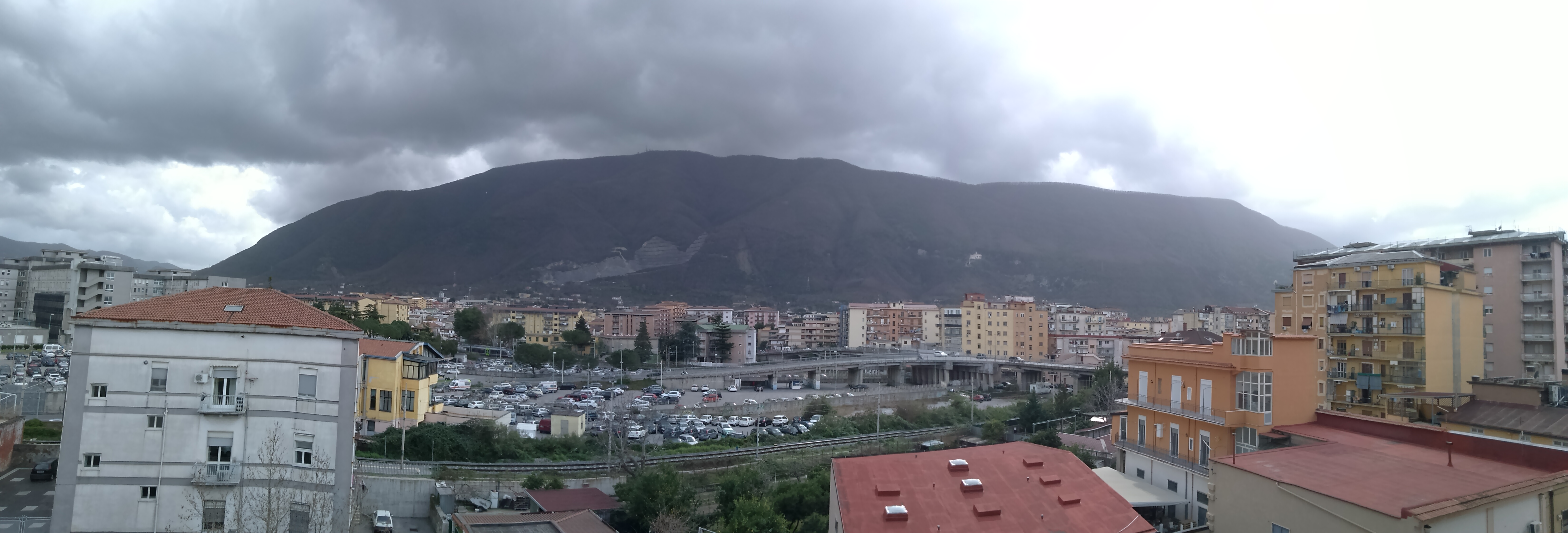
Monte Albino visto dalla Rendola